# Francis Walter de Winton
Sir Francis Walter de Winton, ou Walter de Winton, est un officier de la British Army, né à Pitsford en Angleterre le 21 juin 1835 et mort à Llyswen, dans le Pays de Galles , le 16 décembre 1901. Il est le premier administrateur-général de l'Association internationale du Congo, du 22 avril 1884 au premier juillet 1885, puis de l'État Indépendant du Congo, depuis le 1er juillet 1885 jusqu'au mois d'avril 1886.

## Biographie
Au début de l'année 1884, le roi Léopold II avait choisi de proposer à Charles Gordon la fonction d'administrateur-général de l'Association internationale du Congo. Mais Gordon est envoyé par l'Angleterre au Soudan pour venir à bout de la guerre des mahdistes.
Léopold II choisit alors de Winton comme vice-administrateur pour un terme de deux ans mais avec statut d'administrateur dès le retour de Henry Morton Stanley en Europe. Winton s'embarque pour l'Afrique, vers la capitale de l'Association : Vivi. Il y rencontre Henry Morton Stanley qui l'initie aux questions importantes du moment puis retourne en Europe. Dès le 11 mai 1884, Winton reçoit Edmond Hanssens, qui était le premier européen à être pénétré dans le Haut-Oubangui avec Alphonse Van Gele, et l'interroge sur l'occupation par les Belges du Haut-Obangui. Dix mois plus tard, en mars 1885, le français Albert Dolisie part vers la même région pour y établir un poste français auquel il donne le nom de Kundja. Rentré à Brazzaville Dolisie se rend chez Winton, qui avait élevé des protestations contre cette occupation française à Kundja. Il résulte des conversations une longue confusion et une controverse à propos de la délimitation des frontières entre les deux puissances. Elle ne sera résolue qu'après la conférence de Berlin de 1885 par une convention entre la France et l'État indépendant du Congo, signée le 29 avril 1887. 
Le 1er juillet 1885, à la fin de la conférence de Berlin, Sir de Winton, depuis Vivi, adresse individuellement une lettre aux missionnaires et aux marchands pour leur annoncer la proclamation de Léopold II comme souverain de l'État indépendant du Congo. Annexée à sa lettre, se trouve la copie de son ordonnance comprenant deux articles : le premier article requérait l'intervention d'un officier de l'État dans tout contrat conclu avec les indigènes ; le second défendait de déposséder les indigènes de leurs terres et proclamait le principe suivant lequel toute terre vague serait considérée comme propriété de l'État.
Le 19 juillet 1885, à Banana, une cérémonie officielle est organisée en présence de chefs congolais, de missionnaires, du consul portugais. La proclamation est faite qui confirme le contenu de la lettre du 1er juillet et promulgue la transformation de l'Association internationale du Congo en État indépendant du Congo sous la souveraineté de Léopold II, roi des Belges. Les formalités seront plus longues en Europe pour faire admettre par tous les états la souveraineté du nouvel État . C'est sous l'administration de Sir Winton que George Grenfell, Hermann von Wissmann, et d'autres européens organisèrent des explorations dans les territoires de cet État.
C'est Camille Janssen (1837-1926) qui remplace de Winton à la fin de son mandat d'administrateur de l'État indépendant du Congo, le 1er avril 1886. 
Rentré en Europe, Sir Francis de Winton est nommé gouverneur de l'Afrique orientale britannique.
En 1891 il assume la charge de la maison du duc d'York.
Il meurt dans le pays de Galles, le 16 décembre 1901.